# Ficus retusa
Ficus retusa L., 1767 è una specie appartenente alla famiglia delle Moracee diffusa nell'arcipelago indo-malese.

## Storia
Il F. retusa usato come bonsai, era già conosciuto ai tempi degli antichi romani, la propria denominazione infatti, affonda le sue radici etimologiche proprio in quel periodo storico.

Il primo documento conosciuto è un dipinto murale nella tomba del principe Zhanghuai, della dinastia Tang (655-674 d.C.), raffigurante due valletti che portano un paesaggio in miniatura e l'altro un vaso contenente un fico retusa.

Il F. retusa è così chiamato perché con le sue forme mostra variegate figure, la più comune è il Ginseng ma sono rappresentate anche forme umane e strane.
Secondo il culto indiano, il Ficus che cresce attorno alle case, assicura la massima sicurezza, garantendone la protezione da parte degli Dei (questo vale anche per il F. retusa).

## Descrizione

### Portamento

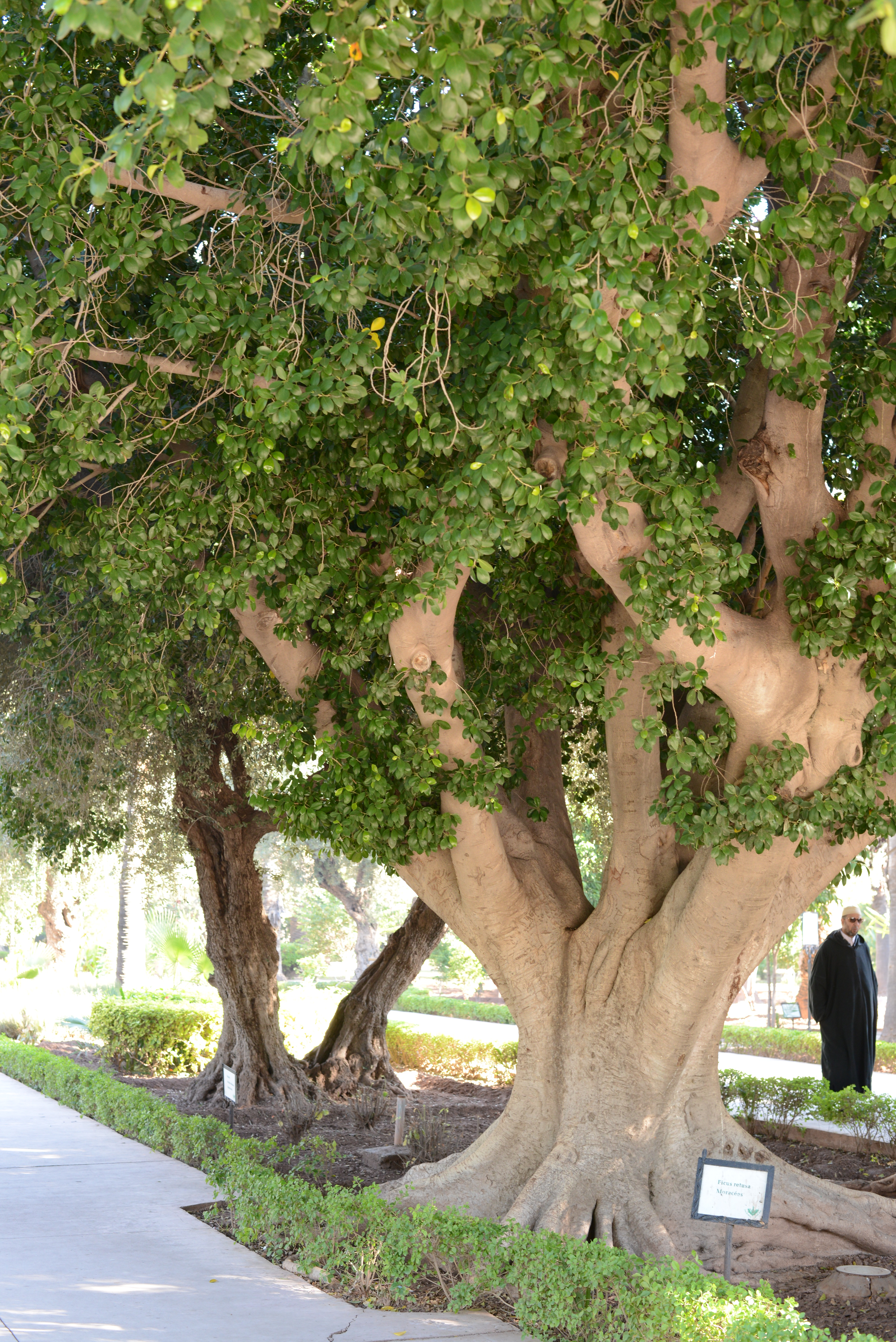
Albero di Ficus retusa

Si tratta di un Ficus dal tronco molto grosso, sinuoso, contorto ed estremamente largo.
La chioma è molto espansa, larga, ricca di foglie ed ombrosa. In natura il F. retusa raggiunge dimensioni imponenti, mentre in coltivazione non supera i 3 m. I rami sono grossi e massicci (in base alle proporzioni).

### Corteccia e legno
Il  F. retusa  ha una corteccia piuttosto chiara, spessa, cerosa, liscia, di colore grigio-marroncino o rossastro nei giovanissimi esemplari, biancastro o bianco latte in quelli più maturi. La corteccia presenta le tipiche lenticelle orizzontali, ovvero delle piccole protuberanze di corteccia. Il legno è giallo-biancastro con venature, al taglio emette in abbondanza un lattice bianco, denso e appiccicoso, irritante per la pelle e tossico per gli animali se ingerito.  La base del tronco è molto ricca di radici contorte, massicce e grosse; altre, invece, partono dai rami ed arrivano a terra. Queste ingrossano durante la crescita. Il tronco è l'aspetto più particolare di questo Ficus: è l'unico ad avere il caratteristico tronco bianco. Quest'ultimo è dotato di un apparato radicale molto potente che resiste bene all'umidità e ai terreni poco fertili.

### Foglie
Le foglie sono semplici, perenni, a spirale, cerose, coriacee, lucide, larghe, erette o appressate, ovali, sensibili agli sbalzi di temperatura e lineari. Sono di colore verde scuro sulla parte superiore, mentre più chiare su quella inferiore. Sono lunghe dai 2 fino a 5 cm (in base all'età dell'esemplare) e disposte singolarmente nei rami grazie ad un picciolo piuttosto evidente: esse nascono da una guaina (la perula) che le circonda e cade al loro schiudersi, lasciando una cicatrice.
Persistono dai 6 ai 12 mesi sull'albero. Hanno un unico grande canale in cui scorre la linfa che si dirama in numerosi vasi secondari. 
I rami ed il tronco sono ricchi di midollo e hanno gemme terminali acuminate coperte da due piccole squame verdi. Le foglie non resistono ai venti salini per cui è sconsigliato tenere questo Ficus vicino al mare.

### Fiori
Come per tutte le specie di Ficus, la infiorescenza (poi infruttescenza) è posta all'interno di un involucro cavo detto siconio.
Il sistema di impollinazione dei fiori, all'interno del siconio è estremamente complesso, e coinvolge uno specifico insetto, (diverso per ogni specie di Ficus).
Il sistema completo e funzionale (specie di fico verso specie di insetto) è possibile solo nei luoghi dove la pianta è originaria.
Nella coltivazione al di fuori del areale originario la possibilità di avere frutti (e semi) è quindi esclusa, dal punto di vista decorativo i frutti sono inconspicui.

## Distribuzione e habitat
La specie è diffusa in Malaysia, Borneo e Giava.
Vive in un clima caldo umido, nelle foreste pluviali o sub-tropicali.

## Coltivazione
Si citano di seguito le esigenze e le procedure per la preparazione di bonsai.

### Esigenze climatiche
Albero tropicale, il F. retusa può restare chiuso per tutto l'anno in casa o in serra riscaldata, a condizione che sia garantito un clima umido e luminoso. Anche correnti di aria relativamente fredda possono causare danni estetici alla pianta. La resistenza al freddo è influenzata anche dalla maturazione del legno che inizialmente si presenta succulento e morbido: in seguito ad un'esposizione adeguata al sole i tessuti si compattano e la percentuale di amidi e lattice al loro interno aumenta, garantendo un abbassamento della temperatura di congelamento. L'illuminazione artificiale può essere un supplemento alla scarsità di sole; nel caso di ambienti secchi può essere utile vaporizzare regolarmente le foglie con acqua non calcarea e non clorata.

### Irrigazione e fertilizzazione
Necessita di irrigazioni regolari ed abbondanti con acqua possibilmente piovana, ma comunque con basso tenore di calcare e cloro. Si concima con fertilizzanti liquidi (da somministrare ogni 10-15 giorni), solidi a lenta cessione (somministrare ogni 40-50 giorni), complessi, con aggiunta di perfosfato, calciocianamide e solfato ammonico. Si può utilizzare anche un substrato già molto ricco di sostanza organica, oppure, utilizzare i fertilizzanti per i bonsai seguendo le dosi indicate sul prodotto. La crescita dei Ficus retusa all'interno dei propri appartamenti è molto più equilibrata e bisognerebbe usare mensilmente concime organico o chimico in pastiglie a lenta cessione o, per praticità, in concime generico, da marzo ad ottobre, esclusi i mesi più caldi. La concimazione diminuisce solo nei due mesi più freddi (per i Ficus retusa che d'estate rimangono fuori), in quanto l'albero è sempre attivo. Se si utilizza un substrato minerale al 100%, il fertilizzante organico a pellet (che è poco "potente"), è preferibile poiché il Ficus retusa apprezza un suolo ricco ma senza eccedere. Evitare un'eccessiva dose di azoto in primavera, poiché, a causa della diminuzione della concimazione in inverno, porterebbe ad un ingrandimento eccessivo delle foglie.

### Moltiplicazione e rinvasatura
La moltiplicazione a scopi commerciali è possibile per talea di ramo (di gran lunga la più usata), talea legnosa, semi-legnosa, di foglia o per innesto ad anello, a corona o a gemma.
La rinvasatura è possibile tutto l'anno, ma preferibilmente da febbraio a maggio, riducendo a metà l'apparato radicale e le foglie (circa un terzo) e prestando attenzione a non danneggiare il pane radicale, bisogna fare questa rinvasatura ogni due o tre anni. Importante è non potare le radici prima di marzo/aprile.

## Bonsai
Uno dei bonsai più grandi del mondo è il millenario Ficus retusa Linn, ogata-bonsai custodito presso il Museo Crespi vicino a Milano, dalle dimensioni di 3 × 3 m.

### Allestimento del Bonsai
Il F. retusa, essendo adatto alla coltivazione bonsai, è indicato particolarmente alle versioni Moyogi (o eretto informale), Kengai (o stile a cascata), Sekijoju (o stile con radici su roccia), Naegari (o stile con radici esposte), Bankan (o stile con tronco a volute) e Sokan (o stile a tronchi gemelli). La dimensione principale del fogliame per la manutenzione a bonsai va da otto a dieci foglie da adulto (invece di due o tre foglie da giovane). Tagliare il picciolo favorirà la nascita di gemme ascellari. Dopo ogni defogliazione, però, si deve sempre posizionare il Ficus in pieno sole e al di fuori del proprio appartamento o della serra. Ricordarsi che senza alcuna foglia il flusso di lattice potrebbe fermarsi, perciò è meglio lasciare sempre una gemma o una foglia all'apice di ogni ramo. I rami defogliati, se il bonsai è in salute, produrranno più foglie di prima. Le foglie che cresceranno dopo questo procedimento saranno più piccole e più "severe". Inoltre è possibile mantenere le dimensioni a "ligaturage" per tutto l'anno senza difficoltà. I Ficus retusa sono flessibili e quindi possono essere avvolti facilmente con un filo di ferro o di alluminio per ottenere la forma scelta, facendo però attenzione alla rapida crescita di questa specie: il filo può arrivare ad incidere la corteccia in soli 30 giorni a causa della crescita molto veloce dell'albero. Il F. retusa non necessita di utensili, adatti alla sua cura, diversi dagli altri bonsai. Ha stupende radici aeree che vengono spesso evidenziate con la coltivazione su roccia. Viene valorizzato utilizzando i complementi di arredo più adatti: tavolini, sottovasi, rotoli, suiseki, ecc. Le varietà a foglia piccola sono adatte soprattutto alla coltivazione shohin, le radici sono aeree e molto spettacolari. La serra deve avere un clima simile a quello dell'appartamento.
La pinzatura delle foglie Ficus si pratica tutto l'anno poiché, se tenuti all'interno in inverno, la crescita è continua. L'operazione deve essere effettuata ogni 2 anni per le piante giovani, ogni 7/8 anni per piante più mature, quando si denota un cattivo assorbimento dell'acqua (indice che l'apparato radicale occupa troppo spazio), quando l'albero perde le foglie, quando si presentano attacchi parassitari intensi o quando si nota un generale deperimento. Il composto migliore per un rapidi rinvasamento consiste in: akadama (40%), terriccio (40%) e sabbia (20%). Dopo il rinvaso, si deve vaporizzare molto il fogliame per aiutare a ricostruire le riserve dell'albero.  Utilizzare il terriccio adatto per bonsai (akadama) oppure, se non si riesce a reperirlo utilizzare del terriccio universale al 60%, torba al 10% e sabbia grossolana al 30%. Nella stagione invernale concimare con concime organico utilizzando il 50% delle dosi consigliate. In generale, i Ficus sopportano con facilità la potatura drastica e rigettano anche dal legno vecchio. Se il Ficus cresce sano, due volte all'anno si eliminano i rami che si sviluppano verso il basso, verso l'interno del tronco, quelli che nascono sotto la base di un altro ramo, quelli contrapposti o paralleli (uno dei due va tagliato) e quelli che s'incrociano.
Da ricordare che il legno di questa pianta è tenero e fibroso, perciò, la cicatrizzazione avviene in modo veloce ma non molto estetico: specialmente i tagli grandi tendono a formare un rigonfiamento eccessivo, quindi, è importantissimo medicarli con la pasta cicatrizzante.
La potatura dei rami si effettua con la tronchese concava e la scelta delle branche da accorciare o da eliminare dipende dallo stile del bonsai; in ogni caso vanno eliminati i rami che sviluppano in senso verticale, quelli che si incrociano, o che crescono verso l'interno e 
Da qualunque incisione fuoriesce lattice, quindi è meglio praticare le potature importanti in inverno (quando il lattice scorre più lento), mentre in primavera si può intervenire con la certezza di stimolare la ripresa vegetativa. Potare ogni anno contemporaneamente la cima e le radici. Si consiglia di medicare tutti i tagli con del mastice molto per innesti, altrimenti, le ferite tendono ad assumere un aspetto antiestetico ed a emettere molto lattice (anche uno spruzzo d'acqua sulla ferita promuove la coagulazione della gomma bianca). 
La scelta dei rami da potare nel bonsai dipende dalla forma, sicuramente vanno eliminati i rami che si sviluppano in verticale, contrapposti, troppo vicini o i succhioni. Per ridurre la grandezza ed il numero delle foglie è fondamentale defogliare l'esemplare (preferibilmente a maggio o a giugno in modo che possa riprendersi meglio), in questo modo la pianta produrrà nuove piccole foglioline. L'operazione si effettua con l'apposito defogliatore, eliminando le foglie tagliate del bonsai. Dopo pochi giorni, la pianta produce nuove foglioline, più piccole delle precedenti, che rendono il bonsai proporzionato e armonioso. Per scongiurare il rischio di un ritiro di linfa, che farebbe seccare i rami rimasti nudi, è molto importante lasciare una foglia alla sommità di ogni ramo; foglia che va eliminata solo quando appaiono le nuove foglioline lungo il ramo stesso.
Comunque si può fare anche tutto l'anno. 
Dopo questa operazione bisognerà posizionare il bonsai all'esterno ed in pieno sole per fargli recuperare le energie.
Nel Ficus retusa la produzione di nuovi germogli è praticamente continua durante tutto l'anno, perciò, bisogna ricorrere più volte alla tecnica della pinzatura, allo scopo di mantenere la linea del bonsai che, se non cimato, diverrebbe un cespuglio informe in poco tempo. Naturalmente, per non indebolire la pianta, occorre aspettare che dalla chioma fuoriescano molti germogli, con almeno 5-6 foglie, quindi, usando la forbice lunga, si effettua il taglio dopo la seconda o la terza foglia.
Non potare le radici prima di marzo/aprile.

Uno spruzzo di acqua sulla ferita promuove la coagulazione del lattice. Il vaso deve essere abbastanza capiente per contenere le radici (di circa 2 centimetri più grande del precedente), può essere di qualsiasi materiale (meglio il gres), di qualsiasi forma, di qualsiasi colore e con vari ornamenti, anche se è preferibile quello rettangolare, ovale o rotondo, sia esso smaltato o normale. L'altezza varia da esemplare a esemplare.
La pianta è molto malleabile e di facile mantenimento. Essendo una pianta tropicale ha bisogno di umidità, quindi in appartamento ed in serra è bene mantenere il sottovaso con acqua e sassolini per favorire la formazione di un microclima umido attorno alla pianta in inverno ed estate. Tra un'annaffiatura e l'altra attendere che il sottovaso si sia completamente asciugato. In estate vaporizzare spesso la chioma, essa resiste bene in pieno sole tranne che nei mesi caldi di luglio e agosto.
È consigliabile nel periodo della tarda primavera (maggio) rinvasare il bonsai di Ficus retusa in quanto vengono in genere venduti con il terreno delle zone d'origine (sud-est asiatico) il quale essendo argilloso mal si combina con l'acqua di irrigazione, che è piuttosto calcarea. Utilizzare il terriccio adatto per bonsai (akadama) oppure, se non si riesce a reperirlo utilizzare del terriccio universale al 60%, torba al 10% e sabbia grossolana al 30%. Nella stagione invernale concimare con concime organico utilizzando il 50% delle dosi consigliate.

## Usi
Tutti i Ficus sono indicati per umidificare gli ambienti chiusi e sono considerati validi purificatori dell'aria.
Nel mondo occidentale come in quello orientale in passato la coltivazione di questa specie è legata alla decorazione urbana di città con clima semitropicale o tropicale, e per la preparazione di bonsai.